# Замковый мост (Каменец-Подольский)
За́мковый мост — мост через реку Смотрич в Каменце-Подольском, достопримечательность архитектуры национального значения. Соединяет Старый город с крепостью на мысе. Народное название — Турецкий мост.
В первый раз мост упомянут в документах 1494 года. По одной из версий, на Замковом мосту казнен Юрий Хмельницкий.

## Название
Историческое название моста — Замковый. Именно такое название зафиксировано в архивных документах 1540-х годов: Ponte Arcis — Замковый мост. 

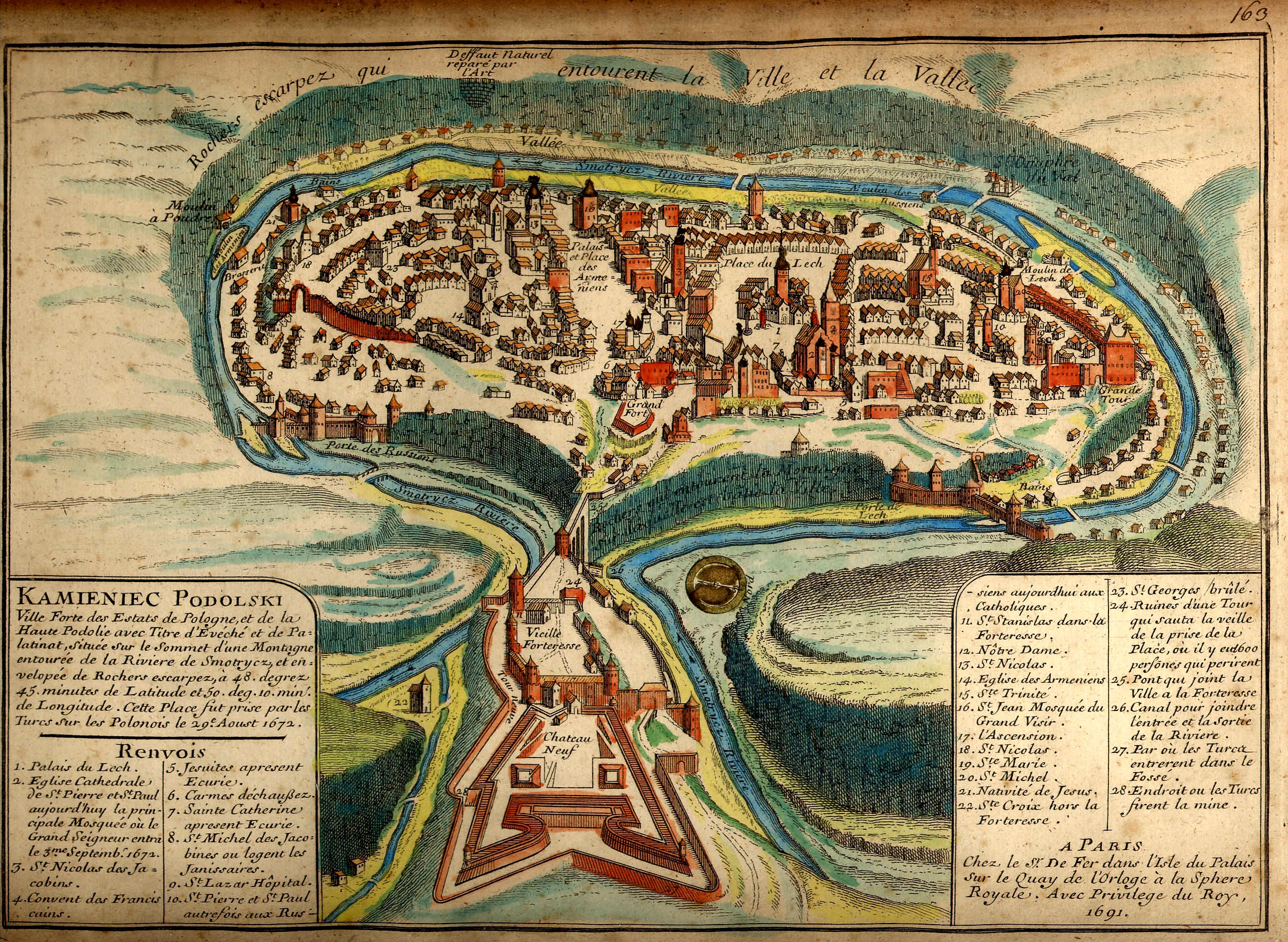
Мост между городом (на полуострове) и крепостью (на мысе) на французском плане 1691 года

Турецким мост стали называть после 27-летнего владения Каменцем турками (в 1672—1699 гг.) и проведенной ими серьёзной реконструкции моста. Некоторые исследователи даже считали, что мост построили турки.
В историко-архитектурном очерке «Каменец-подольский» (1968) Евгения Пламеницкая назвала достопримечательность просто — Мост (с большой буквы). Зато в четвёртом томе издания «Памятники градостроительства и архитектуры Украинской ССР» (Киев, 1986) в справке, подготовленной Евгенией Пламеницкой, мост назван Крепостным.
В публикациях начала 1990-х гг. Евгения и Ольга Пламеницкие постоянно называли мост Крепостным — как они объяснили, учитывая его ведущую роль в оборонной системе не только замка, но и всего города-крепости (примером может служить статья 1995 года «Крепостной мост Каменца-Подольского: хронологическая и типологическая атрибуция»). В последующих публикациях исследователи отказались от этого названия и вернулись к историческому — Замковый мост.